# ميخائيل ماكلولين
ميخائيل ماكلولين (بالإنجليزية: Michael McLaughlin)‏ هو سياسي بريطاني، ولد في 1940 في ليفربول في المملكة المتحدة.